# Mangifera foetida
Espèce
Statut de conservation UICN

LC : Préoccupation mineure
Mangifera foetida, le Bachang ou Manguier fétide, est une espèce de plantes à fleurs de la famille des Anacardiaceae, originaire des régions de forêt humide de l’Indonésie, de la Malaisie, du Myanmar, de Singapour, de la Thaïlande et du Vietnam.
C'est un arbre qui produit un fruit comestible nommée la mangue fétide.

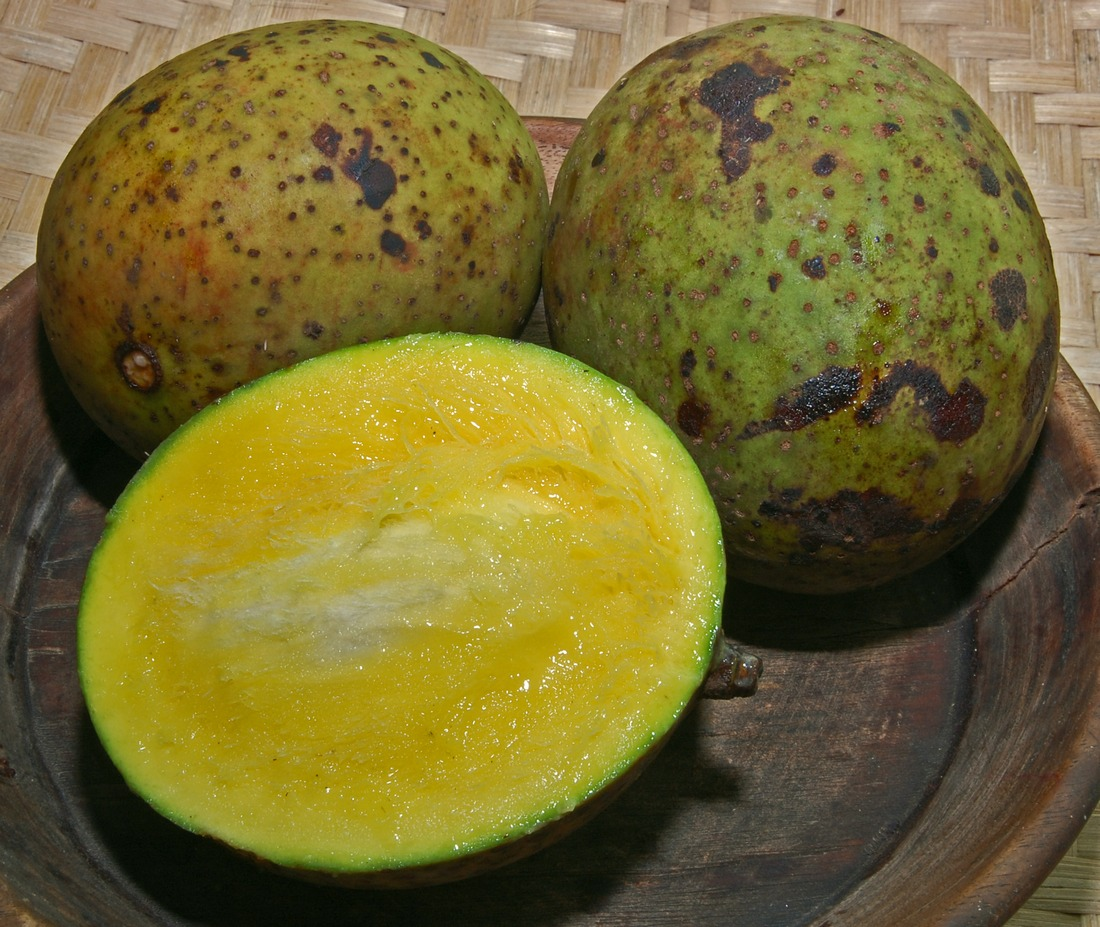
Mangues fétides à Bogor, en Indonésie.

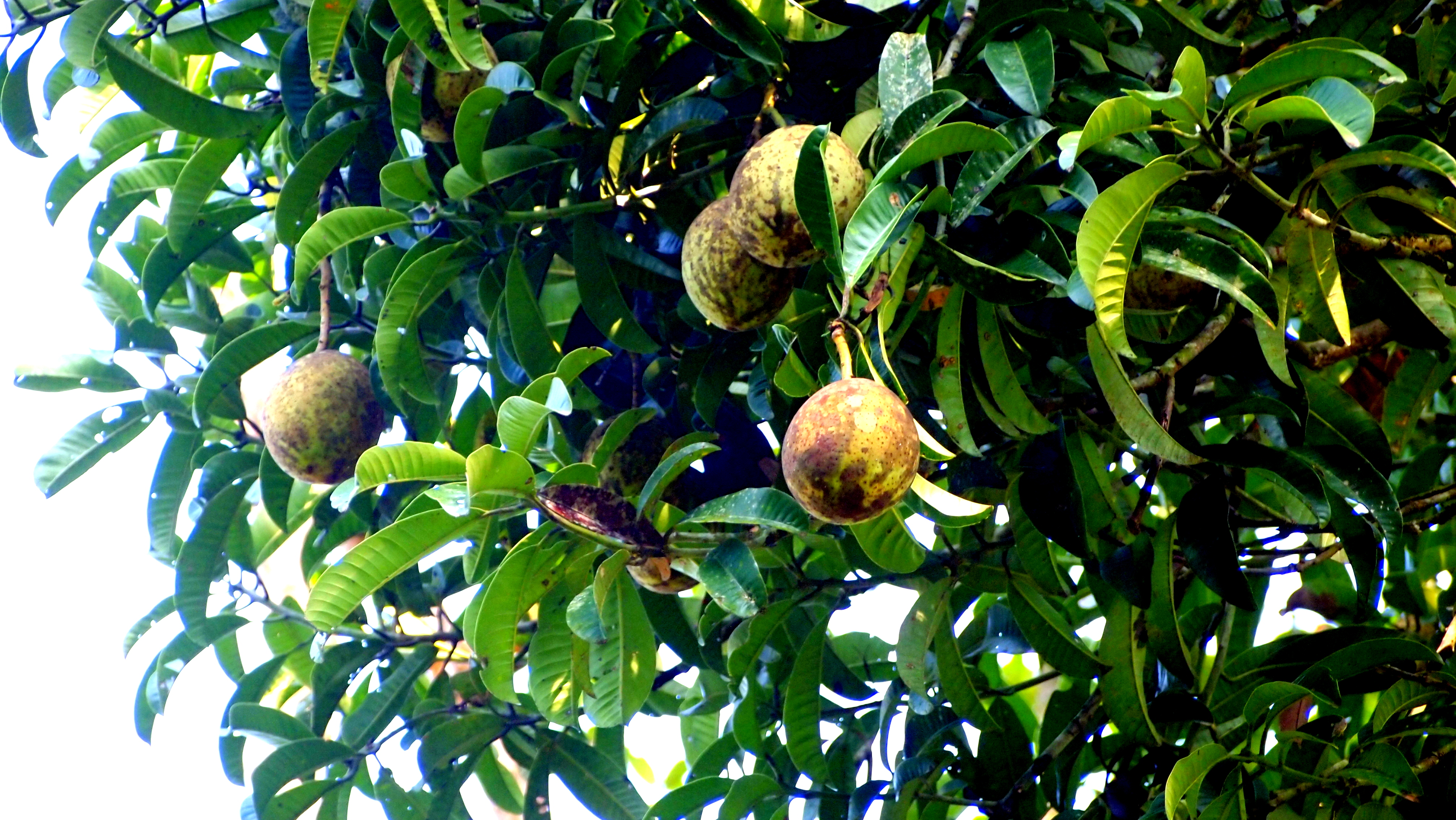
Mangifera foetida en Malaisie.

La sève des jeunes fruits peut causer des brûlures. Les fruits matures ont une odeur forte.

## Habitat et répartition
C'est une espèce endémique d'Asie du Sud-Est,. Des sous-populations sauvages sont présentes dans l'ouest de la Malaisie, où les arbres sont également couramment cultivés. L'espèce a été introduite dans des régions où la saison sèche est prononcée, par exemple, à l'est de Java, dans les Petites îles de la Sonde, au centre de la Thaïlande et en Indochine. Elle pousse parmi les forêts sempervirentes humides de plaine.

## Systématique
L'espèce est décrite en 1790 par le botaniste portugais João de Loureiro, qui la classe dans le genre Mangifera sous le nom binominal Mangifera foetida, dans son ouvrage Flora cochinchinensis.
Mangifera foetida a pour synonymes :
- Mangifera horsfeldii Miq
- Mangifera horsfieldii Miq.
- Mangifera indica Blume
- Mangifera leschenaultii Marchand

## Utilisations
Cet arbre peut être planté pour le contrôle de l'érosion ou la stabilisation des dunes. C'est parfois un arbre d'ornement. Les fruits sont comestibles. L'arbre est aussi utilisé pour la teinture et le tannage, pour les fibres, pour faire des matériaux divers, et pour son bois comme charbon.